# Marcus Croonen
Marcus Croonen (* 19. März 1964 in Duisburg) ist ein ehemaliger deutscher Fußballtorwart.

## Laufbahn
Marcus Croonen begann seine Karriere bei der Turnerschaft Rahm in Duisburg. Über den MSV Duisburg gelangte er zum VfL Bochum.
Croonen wurde 1984 aus den Amateuren des VfL Bochum in die Profimannschaft berufen. Dort stand er jedoch während seiner zweijährigen Profilaufbahn im Schatten des Stammtorhüters Ralf Zumdick. In der Saison 1985/86 verletzte sich Zumdick und Croonen musste zum Saisonstart ins Tor. Jedoch sah er während des Spiels die rote Karte und es musste der damals A-Jugendliche Dirk Drescher ins Tor.
Im Laufe der Saison kam Croonen noch zu drei weiteren Einsätzen. Nach Ablauf der Saison verließ er den VfL Bochum und kehrte nicht mehr in den Profifußball zurück. In der Saison 1986/87 spielte Croonen in der Oberliga Westfalen bei Preußen Münster. Er wechselte zum SC Hassel nach Gelsenkirchen. Es folgte der Wechsel in die Oberliga Hessen. 1992 erreichte er mit der SpVgg Bad Homburg das Finale um die Deutsche Amateurmeisterschaft. Anschließend spielte er für den FSV Frankfurt und den SV Wiesbaden. Für die SG Egelsbach absolvierte er zwischen 1994 und 1996 exakt 20 Spiele in der Regionalliga Süd. Croonen gewann 1992 mit der hessischen Amateurauswahl den Landespokal. Ihm gelang es, sowohl für die niederrheinische, westfälische als auch hessische Amateurauswahl berufen zu werden.
Heute ist Marcus Croonen Geschäftsführer eines Dienstleistungsunternehmens im Bereich der Energiewirtschaft.